# El Sauz, Michoacán de Ocampo
El Sauz är en ort i Mexiko.   Den ligger i kommunen Huiramba och delstaten Michoacán de Ocampo, i den södra delen av landet, 240 km väster om huvudstaden Mexico City. El Sauz ligger 2 120 meter över havet och antalet invånare är 292.
Terrängen runt El Sauz är kuperad. Runt El Sauz är det ganska tätbefolkat, med 179 invånare per kvadratkilometer. Närmaste större samhälle är Pátzcuaro, 16,4 km väster om El Sauz. I omgivningarna runt El Sauz växer huvudsakligen savannskog.